# Craig Beardsley
Craig Beardsley (* 14. Dezember 1960 in New York City) ist ein ehemaliger Schwimmer aus den Vereinigten Staaten. Er gewann eine Bronzemedaille bei Schwimmweltmeisterschaften und zwei Goldmedaillen bei Panamerikanischen Spielen.

## Karriere
Beardsley wuchs die ersten Jahre in New York City auf, wo an seinen Schulen kein Schwimmteam existierte. Erst nach dem Umzug nach New Jersey begann er beim Dolphin Aquatic Club in Ridgewood mit dem Training. Zum Studium ging er an die University of Florida, wo er bei Randy Reese trainierte.
Bei den Panamerikanischen Spielen 1979 in San Juan siegte Beardsley über 200 Meter Schmetterling mit fast zwei Sekunden Vorsprung vor George Nagy aus Kanada. Im Jahr darauf konnte Beardsley nicht bei den Olympischen Spielen in Moskau antreten, da die Vereinigten Staaten und viele weitere Nationen die Spiele boykottierten. In Moskau gewann Serhij Fessenko den Titel über 200 Meter Schmetterling am 20. Juli 1980 in 1:59,76 Minuten. Zehn Tage später verbesserte Beardsley den seit 1976 von Mike Bruner gehaltenen Weltrekord um über eine Sekunde auf 1:58,21 Minuten. Ein Jahr später schwamm Beardsley beim Länderkampf in Kiew 1:58,01 Minuten.
1982 bei den Weltmeisterschaften in Guayaquil siegte der Deutsche Michael Groß in 1:58,85 Minuten vor Fessenko und Beardsley. Im Jahr darauf siegte Beardsley bei den Panamerikanischen Spielen in Caracas in 1:58,85 Minuten mit 0,15 Sekunden Vorsprung vor dem Brasilianer Ricardo Prado. 1984 wollte sich Beardsley noch einmal für die Teilnahme an den Olympischen Spielen qualifizieren. Er belegte bei den US-Ausscheidungen nur den dritten Platz, die ersten beiden wurden nominiert.
Craig Beardsley engagiert sich seit 1987 für die Wohltätigkeitsveranstaltung Swim Across America, die Geld für die Krebsforschung sammelt. 2022 wurde Beardsley in die International Swimming Hall of Fame aufgenommen.